# 山姆·韦伯斯特
山姆·韦伯斯特（英語：Sam Webster，1991年7月16日—）是一名新西兰男子场地自行车运动员。他曾在2014年英联邦运动会赢得个人争先赛和团体争先赛的金牌以及凯林赛的银牌。他也参加了2016年里约奥运，结果获得男子团体竞速赛的银牌。